# Terrou
Terrou (okzitanisch: Terron) ist eine französische Gemeinde mit 175 Einwohnern (Stand 1. Januar 2022) im Département Lot in der Région Okzitanien (bis 2015 Midi-Pyrénées). Sie gehört zum Arrondissement Figeac und zum Gemeindeverband Grand-Figeac. Die Bewohner werden Terronais genannt.
1925 wurde Ladirat als neue eigenständige Gemeinde aus Terrou ausgegliedert.

## Geografie
Die Gemeinde Terrou liegt etwa 27 Kilometer nördlich von Figeac im Osten der Landschaft Quercy in den südwestlichen Ausläufern des Zentralmassives. Durch das knapp zehn Quadratkilometer umfassende Gemeindegebiet fließt die obere Bave. Die Landschaft ist durch Bergwälder, tief eingeschnittene Täler und Weideflächen an den Berghängen geprägt. Die größten Ortsteile der Gemeinde Terrou sind La Mazet, Le Montet, Nozières, Jauzac, La Tournerie, Las Descargues, Chapert und Sasmayoux. Den höchsten Punkt im Gemeindegebiet bildet ein 571 m hoher Bergrücken nahe dem Weiler Las Bouygues im Südwesten der Gemeinde. Begrenzt wird Terrou von den Nachbargemeinden Ladirat im Norden, Gorses im Osten, Saint-Médard-Nicourby und Labathude im Südosten, Saint-Maurice-en-Quercy im Süden, Espeyroux im Südwesten sowie Molières im Westen.

## Ortsname
Der Ortsname Terrou könnte auf dem okzitanischen Teron (= Brunnen oder Quelle) basieren. Eine andere Deutung lässt das okzitanische Wort Terron (= Parzelle) zu.

## Bevölkerungsentwicklung
| Jahr      | 1962 | 1968 | 1975 | 1982 | 1990 | 1999 | 2006 | 2015 | 2022 |
| Einwohner | 291  | 271  | 253  | 214  | 197  | 202  | 193  | 174  | 175  |

Im Jahr 1861 wurde mit 1264 Bewohnern die bisher höchste Einwohnerzahl ermittelt. Die Zahlen basieren auf den Daten von annuaire-mairie und INSEE.

## Sehenswürdigkeiten
- Kirche Saint-Pierre-ès-Liens
- Schloss Saint-Thamar nordwestlich des Dorfes aus dem 15. bis 18. Jahrhundert, Monument historique[5]
- Sarkophag aus einer Nekropole des Hochmittelalters westlich des Dorfes Terrou, zwischen 1984 und 1986 ausgegraben und erforscht
- Gefallenendenkmalcassini.ehess

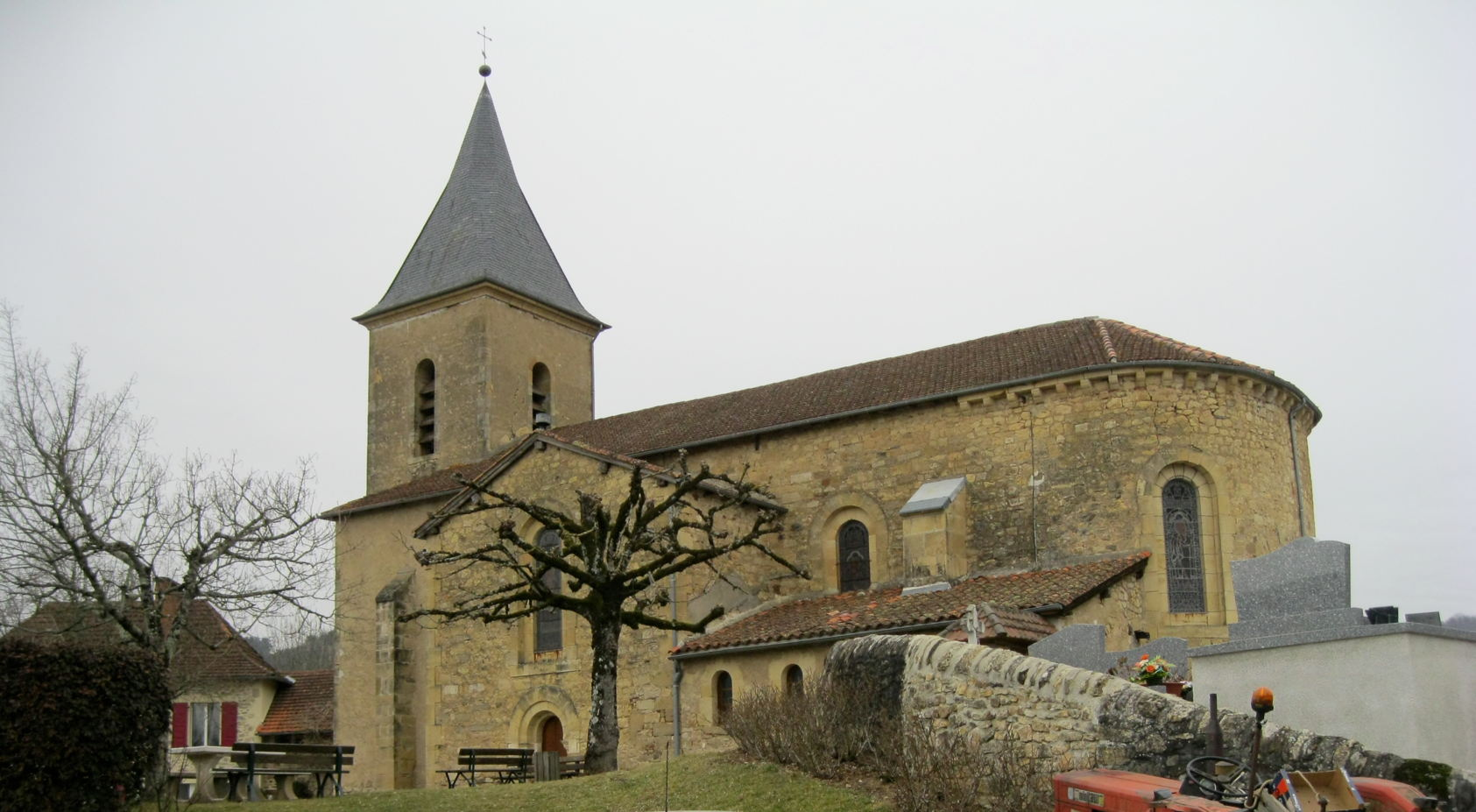
Kirche Saint-Pierre-ès-Liens
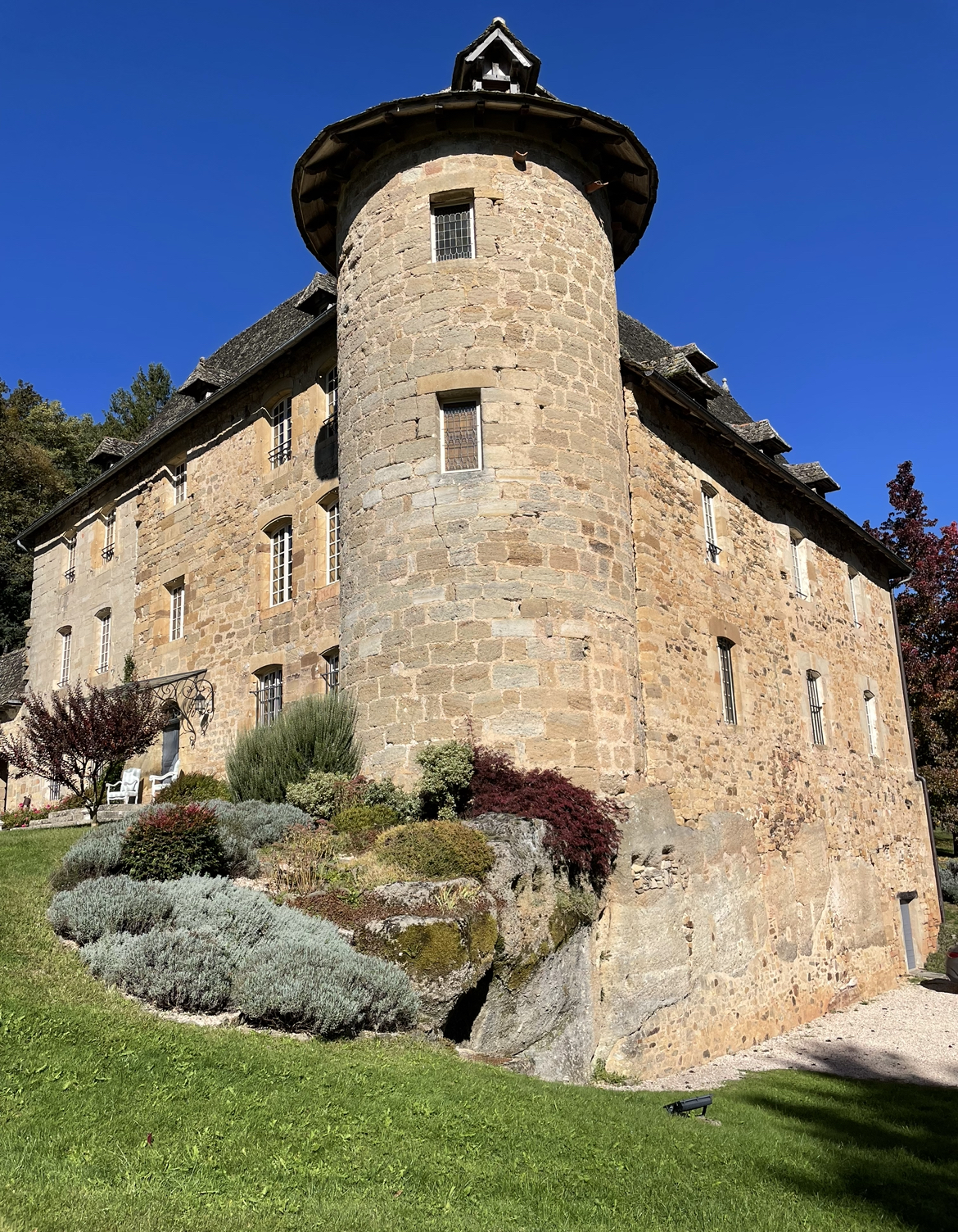
Schloss Saint-Thamar
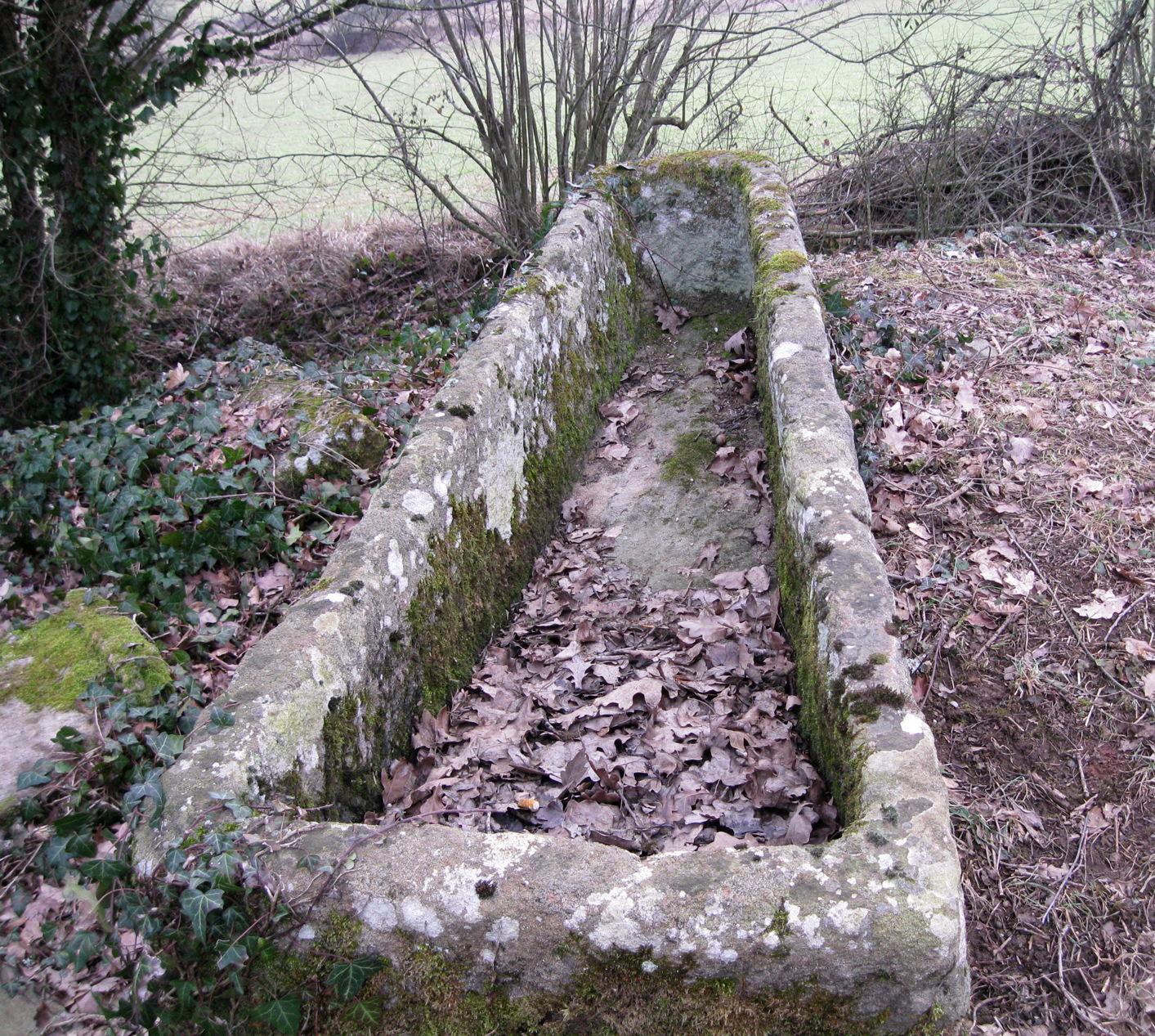
Sarkophag
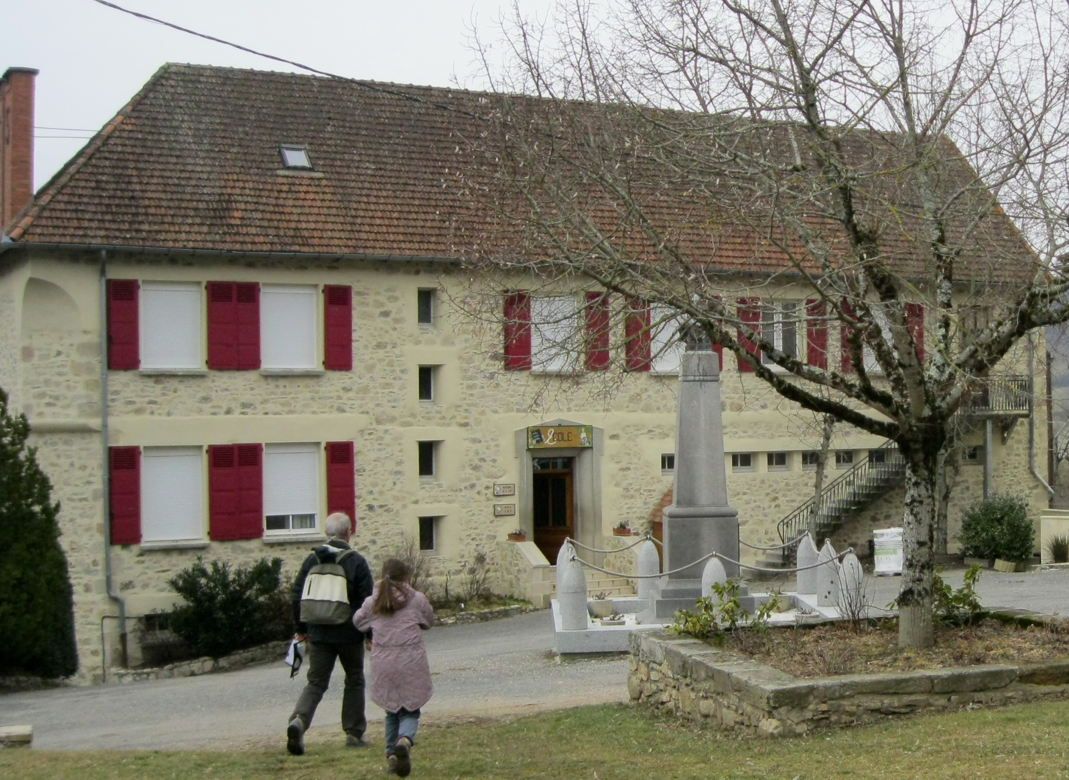
Grundschule und Gefallenendenkmal

## Wirtschaft und Infrastruktur
In der Gemeinde Terrou sind 24 Landwirtschaftsbetriebe ansässig (Getreideanbau, Milchviehhaltung, Pferde-, Rinder-, Ziegen- und Schafzucht).
Terrou liegt abseits der überregional wichtigen Verkehrswege, ist aber durch Landstraßen mit allen Nachbargemeinden verbunden. In der 27 Kilometer südlich von Terrou gelegenen Stadt Figeac treffen mehrere Fernstraßen aufeinander. Im 50 Kilometer westlich gelegenen Montfaucon besteht ein Anschluss an die (Autoroute A20). In Assier, 18 Kilometer südwestlich von Terrou, gibt es einen Haltepunkt an der Bahnstrecke von Brive-la-Gaillarde über Capdenac nach Toulouse (Ligne de Brive-la-Gaillarde à Toulouse-Matabiau via Capdenac).

## Belege
1. ↑  Ladirat auf cassini.ehess.fr
2. ↑  Gaston Bazalgues: À la découverte des noms de lieux du Quercy : Toponymie lotoise, Gourdon, Éditions de la Bouriane et du Quercy, Juni 2002, 127 S. ISBN 2-910540-16-2, S. 124. (französisch)
3. ↑  Terrou auf cassini.ehess
4. ↑  Terrou auf INSEE
5. ↑  Eintrag in der Base Mérimée des Kulturministeriums. Abgerufen am 2. Juli 2019 (französisch).
6. ↑  Landwirtschaftsbetriebe auf annuaire-mairie.fr (französisch)